# Tawaramachi (metrostation)
Tawaramachi (田原町駅, Tawaramachi-eki) is een metrostation in de speciale wijk Taitō in Tokio.
Het station ligt aan de Ginza-lijn, onderdeel van de Tokyo Metro.